# Stráně u splavu
Přírodní rezervace Stráně u splavu byla vyhlášena roku 1951 a nachází se v okrese Kolín, zhruba 1 km severovýchodně od obce Vrbčany. Chráněné území představuje strmý pravý svah údolí říčky Výrovky v úseku dlouhém přibližně 280 a na šířce nepřesahující 30 m. Důvodem ochrany je lokalita teplomilných a suchomilných druhů. Lokalita je zařazena do systému Natura 2000. K prvnímu vyhlášení chráněného území došlo 1.2.1951, poté došlo ještě k dvěma přehlášením, 11.6.1992 a 30.12.1988.